# Loch Iorsa
Loch Iorsa is een klein meer (loch) op Arran, een eiland in het westen van Schotland.
Ondanks dat Loch Iorsa niet het grootste meer is van Arran is het wel een van de weinige met eilanden. Het meer ligt erg afgelegen aan het begin van Glen Iorsa met doorgangen naar de noordelijke bergen van het eiland. In het westen van de vallei zijn de omringende bergen meer dan 500 meter hoog. In het oosten is de bergketen van Beinn Nuis tot Caisteal Abhain de gehele tijd bijna 800 meter hoog.
De naam Iorsa is afgeleid van het Noorse woord hors a, wat zo veel betekent als zwaard water. Dit slaat waarschijnlijk op het feit dat de Iorsa Water de langste rivier van het eiland is. De bron van de rivier is Loch na Davie die in de bergpas Glen Easan ligt. Water uit dit kleine meer loopt ook noordwaarts naar de Easan rivier. Uit deze rivier haalt de Arran Distillery haar water voor Arran Single Malt.